# Procédé Haber

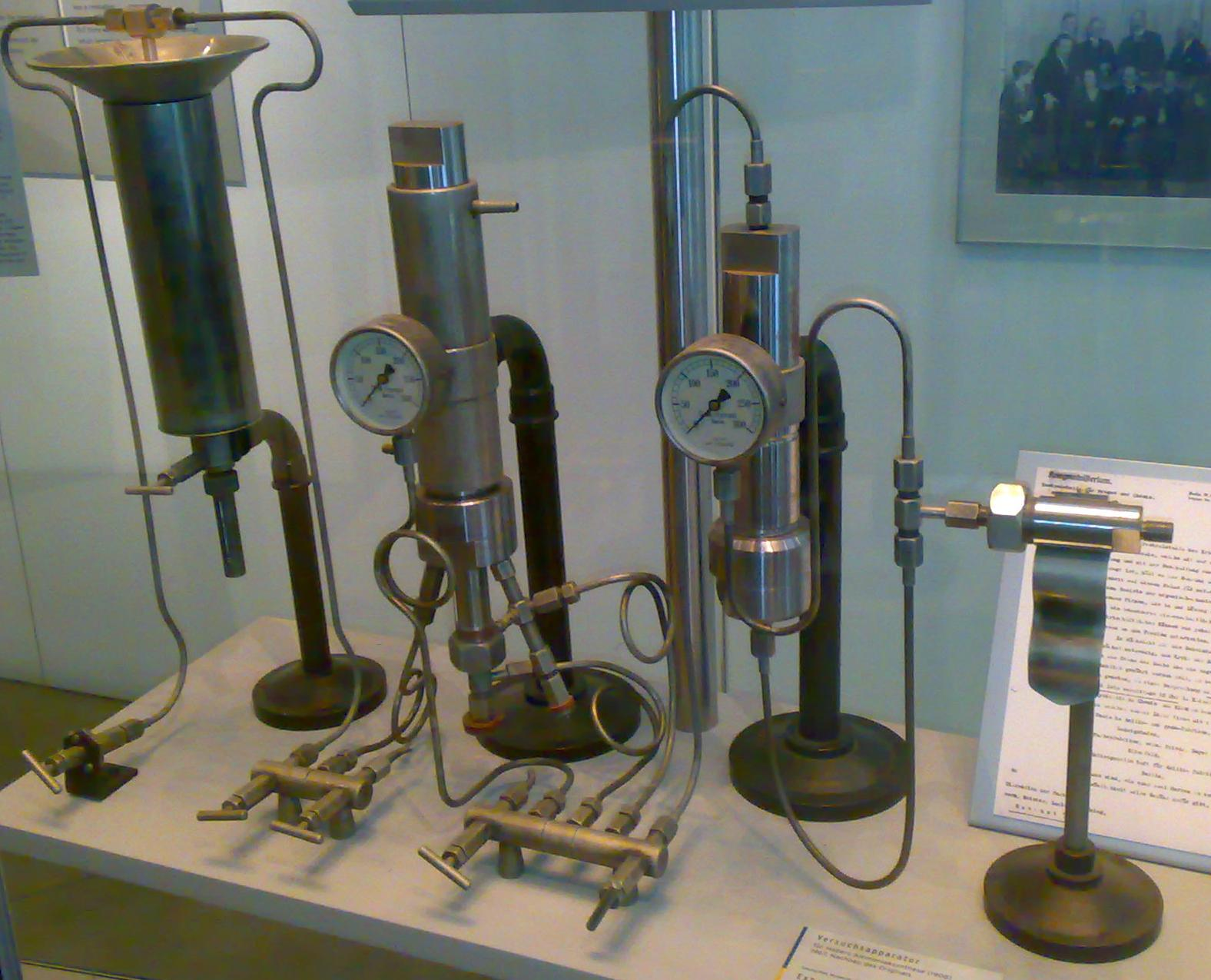
Appareil de laboratoire utilisé par Fritz Haber pour synthétiser de l'ammoniac en 1909. Photographie prise en juillet 2009 au Musée juif de Berlin.

Le procédé Haber est un procédé chimique servant à la synthèse de l'ammoniac (NH3) par hydrogénation du diazote (N2) gazeux atmosphérique par le dihydrogène (H2) gazeux en présence d'un catalyseur,,. C'est en 1909 que le chimiste allemand Fritz Haber parvint à mettre au point ce procédé,. Une équipe de recherche de la société BASF mit au point, en 1913, la première application industrielle du procédé Haber : c'est le procédé Haber-Bosch. Le responsable de son industrialisation, Carl Bosch, agissait à la fois comme superviseur de l'équipe et comme concepteur, apportant des solutions originales à certains problèmes posés lors de sa mise au point,.
Le procédé Haber-Bosch a une importance économique et environnemenale considérable, car il est difficile de fixer l'azote en grandes quantités et à un coût peu élevé, à l'aide des autres procédés mis au point. L'ammoniac peut ensuite être transformé en oxyde d'azote, puis en acide nitrique grâce au procédé Ostwald. Cet ammoniac sert le plus souvent à créer des engrais azotés synthétiques, encore essentiels pour l'agriculture industrielle du début du XXIe siècle,. Le sel d'ammonium et le nitrate servent à la fabrication de l'urée et du nitrate d'ammonium. Le procédé a également une importance militaire certaine, car l'acide nitrique est un précurseur de la poudre à canon et d'explosifs puissants (comme le TNT et la nitroglycérine). Les engrais azotés de synthèse contribuent à l'eutrophisation générale de l'environnement, et le procédé Haber est à lui seul responsable d'environ 2 % des émissions mondiales de CO2,.

## Histoire
Bien que l'atmosphère soit composée à 78,1 % de diazote gazeux, il est chimiquement peu réactif, car les atomes qui le composent sont reliés par une liaison covalente triple. Même si l'azote est essentiel à la croissance des êtres vivants, aucune plante ni aucun animal n'est capable de l'assimiler directement. Par contre, certaines bactéries sont capables de le fixer, le rendant ainsi accessible aux autres êtres vivants. À partir des années 1820, le guano importé des îles Chincha permit aux agriculteurs européens d'améliorer notablement les rendements agricoles. Lorsque ces gisements furent épuisés vers la fin des années 1860, les minéraux en provenance du désert d'Atacama, chimiquement modifiés, permirent de maintenir les rendements agricoles. En 1900, le Chili produisait les deux tiers de tous les engrais consommés sur la planète.
À partir du milieu du XIXe siècle, plusieurs tentatives furent faites pour extraire le diazote de l'atmosphère, certaines furent couronnées de succès. L'une des plus abouties fut le procédé Birkeland-Eyde exploité par Norsk Hydro : pendant la Première Guerre mondiale, cette société put produire annuellement jusqu'à 30 000 tonnes d'azote fixé. Également, à partir des années 1850, l'industrie du charbon parvint à extraire l'ammoniac comme sous-produit lors de la fabrication du coke : elle fut le plus important producteur d'ammoniac avant la mise au point du procédé Haber-Bosch, moins coûteux.

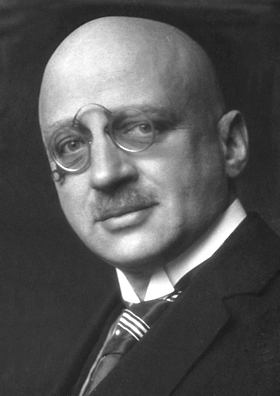
Fritz Haber (1918)

C'est en 1909 que Fritz Haber, avec l'aide de Robert le Rossignol, compléta la mise au point d'un prototype de laboratoire qui mettait en lumière les principes de ce qui est appelé le « procédé Haber ». Pour produire une quantité significative d'ammoniac selon l'équation chimique à l'équilibre :
N2(g) + 3 H2(g) ⇌ 2 NH3(g) + ΔH,
il faut déplacer son équilibre vers la droite. Pour y parvenir, il faut imposer une pression élevée, maintenir une température faible (puisque la réaction est exothermique), utiliser un catalyseur et retirer régulièrement de l'ammoniac. En pratique, la réaction est cependant très lente à basse température. Elle se fait donc à une température plus élevée (environ 450 °C) qui permet d'obtenir une quantité appréciable d'ammoniac dans un temps satisfaisant. De plus, pour des raisons de coûts, la transformation des réactifs est incomplète (de l'ordre de 15 %), mais il est possible de recycler les réactifs qui n'ont pas réagi.
La société BASF, ayant acquis les droits sur le procédé en 1908, assigna à Carl Bosch la tâche de l'industrialiser. Pour y parvenir, Bosch et ses collaborateurs durent résoudre plusieurs problèmes techniques de 1909 à 1913. Par exemple, pour maintenir l'intégrité physique des appareils de production en cas de bris, il fallait que le système de production soit rapidement arrêté : ils mirent au point un ensemble d'instruments destinés à surveiller l'évolution en continu des réactions chimiques, une nouveauté à l'époque. À cause de l'apport déterminant de Bosch à son industrialisation, il est aussi appelé « procédé Haber-Bosch ».
La première production industrielle d'ammoniac mettant en application le procédé Haber-Bosch débuta en 1913. Le site d'Oppau en Allemagne put produire 30 tonnes d'ammoniac par jour la même année. En 1917, pendant la Première Guerre mondiale, BASF construisit un deuxième site, de capacité plus élevée, près de Mersebourg. Le site de Leuna produisit 36 000 tonnes d'ammoniac en 1917, l'année d'après, c'était 160 000 tonnes. La presque totalité de sa production était destinée à l'armée allemande.
Après la guerre, plusieurs pays alliés confisquèrent les brevets de BASF sur le procédé Haber-Bosch. Ce n'était cependant pas suffisant pour le maîtriser. Pour limiter les représailles après la Première Guerre mondiale, Carl Bosch fit un pacte avec les autorités françaises, promettant de révéler les secrets du procédé. La société britannique Brunner Mond les acquit par espionnage industriel, alors que la société américaine DuPont débaucha des techniciens senior de BASF. Dans les années 1920, le Français Georges Claude, l'Italien Giacomo Fauser, l'Italien Luigi Casale et l'Allemand Friedrich Uhde développèrent chacun un procédé semblable à celui de Haber-Bosch.
En 1925, BASF devint membre d'IG Farben. Jusqu'en 1930, c'était le plus grand producteur mondial d'ammoniac synthétique. En 1927, il fabriqua environ 500 000 tonnes d'ammoniac. De 1929 à 1932, ce fut environ 1 million de tonnes par année.
En 2019, la production mondiale d'ammoniac est estimée à 170 millions de tonnes.

## Description
Le procédé Haber-Bosch consiste à favoriser la réaction exothermique de l'équation chimique à l'équilibre :
N2(g) + 3 H2(g) ⇌ 2 NH3(g) + ΔH.
En génie chimique, cette réaction est réalisée en plusieurs étapes :
1. Reformages (en amont du réacteur) :
  1. Purifier le dihydrogène,
  2. Éliminer les poisons catalytiques ;
2. Synthèse (dans le réacteur) :
  1. Introduire du dihydrogène pur (H2(g)),
  2. Introduire du diazote (N2(g)),
  3. Synthétiser de l'ammoniac (NH3(g)) à l'aide de catalyseur ;
3. Extraction (en aval du réacteur) :
  1. Séparer l'ammoniac des autres molécules (N2(g) et H2(g)) par liquéfaction,
  2. Recycler les molécules restantes ;
4. Recycler la chaleur produite.

Pour parvenir à effectuer ces étapes de façon économique, il faut que le système de production :
- fonctionne à des pressions de l'ordre de 200 atm ;
- fonctionne à des températures variant de 500 à 600 °C ;
- fasse circuler en permanence des gaz et des liquides sous haute pression ;

Diagramme sommaire montrant une application industrielle du procédé Haber-Bosch. Il expose les parties principales d'un site industriel, mais n'est pas nécessairement représentatif des sites réellement installés. Par exemple, Agarwal, dans un article sur la synthèse de l'ammoniac, a publié un diagramme, créé par Synetix, qui s'écarte sensiblement de celui-ci.

- recycle la chaleur produite.

### Reformages
Le méthane est purifié, surtout dans le but d'éliminer le soufre qui empoisonnerait les catalyseurs.
Le méthane purifié réagit ensuite avec de la vapeur d'eau lorsque mis en contact avec un catalyseur fait d'oxyde de nickel. C'est le processus de vaporeformage :
CH4(g) + H2O(g) ⇌ CO(g) + 3 H2(g).
À la sortie de la première étape de reformage, la concentration en CH4 est de l'ordre de 11 %.
Un deuxième reformage suit en ajoutant de l'air.
Ce deuxième reformage peut se diviser en deux étapes distinctes :
- combustion de l'hydrogène avec l'oxygène de l'air

O2 + 2 H2 → 2 H2O.
La réaction de combustion de l'hydrogène est fortement exothermique, ce qui augmente la température du milieu réactionnel à ~1 500 °C ;
- la chaleur dégagée par la réaction de combustion de l'hydrogène fournit la chaleur nécessaire à la réaction endothermique de vaporéformage du méthane résiduel :

CH4(g) + H2O(g) ⇌ CO(g) + 3 H2(g).
À la sortie du réacteur de réformage secondaire, la concentration en méthane est de l'ordre de 0,3 %.
La réaction du gaz à l'eau permet d'obtenir plus d'hydrogène à partir du monoxyde de carbone et de la vapeur d'eau :
CO + H2O ⇌ CO2 + H2.
Le mélange gazeux passe alors dans un méthanateur, qui convertit la plupart du monoxyde de carbone restant en méthane :
CO + 3 H2 ⇌ CH4 + H2O.
Cette étape est nécessaire, car le monoxyde de carbone empoisonne les catalyseurs.
À la fin de ces étapes, le méthane et une partie de la vapeur d'eau ont été transformés en dioxyde de carbone et en dihydrogène.

### Synthèse de l'ammoniac
C'est pendant le procédé Haber proprement dit que survient la synthèse de l'ammoniac.
Le diazote et le dihydrogène réagissent sur un catalyseur à base de fer qui contient de l'hydroxyde de potassium en guise d'accélérateur :
N2(g) + 3 H2(g) ⇌ 2 NH3(g) + ΔH            ΔHo = −92,4 kJ/mol à 25 °C.
Cette réaction, à l'équilibre, est effectuée à une pression se situant entre 15 et 25 MPa et à une température variant de 300 à 550 °C. Les réactifs gazeux circulent sur quatre lits de catalyseurs. À chaque passage, environ 15 % des réactifs sont transformés, mais tous les réactifs qui n'ont pas réagi sont recyclés, ce qui permet d'atteindre un taux de conversion de 98 %. Après chaque passage, les réactifs sont refroidis pour maintenir une constante d'équilibre raisonnable.
Le vaporeformage, la réaction du gaz à l'eau, l'élimination du dioxyde de carbone et la méthanation surviennent à des pressions absolues se situant entre 2,5 et 3,5 MPa.
En développant son procédé, Haber mit au point la technique du recyclage des réactifs inutilisés. Si les réactifs sont mis en présence une seule fois, les paramètres de l'équation chimique à l'équilibre ne donnent pas un taux de conversion suffisamment élevé. Haber se rendit compte qu'il était possible d'extraire une partie des produits, évacués à haute pression du réacteur, et d'injecter de nouvelles quantités de réactifs dans le réacteur pour y maintenir une pression favorisant la production d'ammoniac. Au XXIe siècle, cette technique est aussi appliquée en chimie organique à haute pression.

### Vitesse de réaction et constante d'équilibre
Pour effectuer la synthèse, il faut considérer deux paramètres contradictoires : la constante d'équilibre et la vitesse de réaction. À la température de la pièce, la réaction est lente et une solution évidente serait d'élever sa température. Cela peut augmenter la vitesse de réaction, mais puisque la réaction est exothermique, ce changement favorise, selon la loi expérimentale de van 't Hoff, la réaction inverse (endothermique). Cela réduit donc la constante d'équilibre qui se calcule par :
{\displaystyle K_{\text{éq}}={\frac {p_{\mathrm {NH} _{3}}^{2}}{p_{\mathrm {N} _{2}}.p_{\mathrm {H} _{2}}^{3}}}}.
Quand la température augmente, l'équilibre se déplace et la constante d'équilibre diminue énormément selon la relation de van 't Hoff. Il faudrait donc imposer une basse température et recourir à d'autres moyens pour augmenter la vitesse de réaction. Cependant, le catalyseur exige une température d'au moins 400 °C pour être efficace.
La constante d'équilibre ne dépend que de la température, mais augmenter la pression permet de déplacer l'équilibre et de favoriser la réaction directe. En effet, il y a quatre moles de réactifs pour deux moles de produits. Selon le principe de Le Chatelier, une augmentation de la pression favorisera la réaction qui diminue la pression du système à l'équilibre.
Une pression d'environ 200 atm déplace suffisamment l'équilibre pour obtenir une production raisonnable. Financièrement, par contre, augmenter la pression est une opération coûteuse. En effet, les spécifications des tuyaux, des récipients et des vannes doivent être plus sévères que les normes habituelles. Le fonctionnement des pompes et des compresseurs à cette pression demande beaucoup d'énergie. Il y a aussi des considérations de sécurité à prendre en compte. Pour toutes ces raisons, un compromis doit être fait : à chaque passage des réactifs, le taux de conversion est d'environ 15 %.
Le taux de conversion de la réaction peut être augmenté par extraction du produit (le gaz d'ammoniac) du mélange. En pratique, la séparation entre produit et réactifs n'est pas effectuée au sein du réacteur, car la température y est trop élevée, mais à la sortie du réacteur. Les gaz chauds sont refroidis dans le condenseur et l'ammoniac est alors liquéfié, séparé et dirigé vers une cuve. L'hydrogène et l'azote qui n'ont pas réagi sont à nouveau ré-introduits dans le réacteur dans le but de les convertir en ammoniac.

### Catalyseurs
Pour les besoins de cette industrie, le catalyseur à base de fer est préparé en exposant une masse de magnétite, un oxyde de fer, à un gaz de dihydrogène porté à haute température. Cela réduit une partie de la magnétite en fer métallique, éliminant l'oxygène dans le processus. Le volume initial du catalyseur est conservé en grande partie. La masse est devenue un matériau très poreux dont la grande surface de contact multiplie l'efficacité catalytique. Le catalyseur inclut également du calcium et des oxydes d'aluminium, ce qui facilite l'activité catalytique et maintient la surface de contact tout au long de son existence, ainsi que du potassium, ce qui augmente la densité électronique du catalyseur et améliore son activité.
En présence du catalyseur, la réaction évoluerait comme suit :
1. N2(g) → N2(ad)[note 2]
2. N2(ad) → 2 N(ad)
3. H2(g) → H2(ad)
4. H2(ad) → 2 H(ad)
5. N(ad) + 3H(ad) → NH3(ad)
6. NH3(ad) → NH3(g).

La réaction 5 survient en trois étapes, formant successivement NH, NH2 et NH3. Des indices, obtenus à partir de différentes expériences, montrent que la réaction 2 est la plus lente.
La compréhension de ces étapes est en grande partie due aux travaux de Gerhard Ertl,,,.

## Production annuelle
Au XXIe siècle, la production d'ammoniac synthétique consomme de 3 à 5 % de la production mondiale de gaz naturel, (entre 1 et 2 % environ de la production mondiale d'énergie).
| Année | Production (millions de tonnes) | Prix moyen de la tonne aux États-Unis (USD) |
| ----- | ------------------------------- | ------------------------------------------- |
| 1994  | 92                              | 211                                         |
| 1995  | 96                              | 230                                         |
| 1996  | 96                              | 225                                         |
| 1997  | 96                              | 192                                         |
| 1998  | 106                             | 121                                         |
| 1999  | 101                             | 110                                         |
| 2000  | 109                             | 169                                         |
| 2001  | 105                             | 150                                         |
| 2002  | 109                             | 137                                         |
| 2003  | 108                             | 240                                         |
| 2004  | 117                             | 274                                         |
| 2005  | 115                             | 295                                         |
| 2006  | 124                             | 201                                         |
| 2007  | 125                             | 200                                         |
| 2008  | 136                             | 500                                         |
| 2009  | 133                             | 250                                         |
| 2010  | 131                             | 390                                         |
| 2011  | 136                             | 520                                         |
| 2012  | 137                             | 575                                         |

Pour l'année 2000 ou 2001, Smil affirme que la production annuelle d'ammoniac aurait été d'environ 130 millions de tonnes, dont les 4/5 auraient été transformés en engrais azotés. Pour l'année 2002, Modak affirme que le procédé Haber-Bosch aurait permis la production annuelle de 130 millions de tonnes d'engrais azotés, la plupart sous la forme de sulfate d'ammonium, de phosphate d'ammonium ((NH4)3PO4), de nitrate d'ammonium et d'urée. Selon Lawrence, en 2002, 90 millions de tonnes d'engrais azotés, fabriqués à partir d'ammoniac synthétique, auraient été consommés.
Selon Smil, les productions de l'ammoniac et de l'acide sulfurique sont les deux plus importantes par la masse vers la fin des années 1990. Selon Modak, la production de l'ammoniac est la sixième plus importante par la masse en 2002.

## Liste de produits dérivés de l'ammoniac
- Ammoniac
  - Hydrazine
  - Monoxyde d'azote
    - Acide nitrique
      - Nitrates
        - Nitrate d'ammonium
        - Nitrites

    - Hydroxylamine
    - Nitrites

  - Sels d'ammonium
    - Urée